# 1797 en philosophie
Chronologie de la philosophie
- 1793
- 1794
- 1795
- 1796
- 1797
- 1798
- 1799
- 1800
- 1801

L’année 1797 a été marquée, en philosophie, par les événements suivants :

## Publications
- Jacques-Henri Meister : Souvenirs de mon dernier voyage à Paris vers la fin de 1795, Paris, Orell, Gessner, Füssli et Cie, 1797.
- Thomas Paine : Agrarian Justice (Justice agraire, publié en 1797) où il prône un revenu minimum et une forme de communisme.

## Décès
- 28 juin à Milan : Le comte Pietro Verri (né à Milan le 12 décembre 1728) est un philosophe, économiste, historien et écrivain italien.

- 9 juillet à Beaconsfield : Edmund Burke ([bɜːrk], né à Dublin le 12 janvier 1729 en Irlande est un homme politique et philosophe irlandais, longtemps député à la Chambre des Communes britannique, en tant que membre du parti whig. Il est resté célèbre pour le soutien qu'il a apporté aux colonies d'Amérique du Nord lors de leur accession à l'indépendance, ainsi que pour sa ferme opposition à la Révolution française, exprimée dans ses Reflections on the Revolution in France, qui fit de lui l'un des chefs de file de la faction conservatrice au sein du parti whig.

- 10 septembre à Londres : Mary Wollstonecraft ('wʊlstənkrɑːft), née le 27 avril 1759 à Spitalfields, un quartier du Grand Londres, est une maîtresse d'école, femme de lettres, philosophe et féministe anglaise.